# Chetogena bezziana
Chetogena bezziana là một loài ruồi trong họ Tachinidae.